# Peritassa calypsoides
Peritassa calypsoides är en benvedsväxtart som först beskrevs av Jacques Cambessèdes, och fick sitt nu gällande namn av Albert Charles Smith. Peritassa calypsoides ingår i släktet Peritassa och familjen Celastraceae. Inga underarter finns listade.